# Andreas Treiber
Andreas Treiber (* 3. Januar 1971) ist ein deutscher Jurist. Er ist seit dem 1. August 2013 Richter am Bundesfinanzhof.

## Leben und Wirken
Treiber war nach Abschluss seiner juristischen Ausbildung zunächst drei Jahre wissenschaftlicher Mitarbeiter am Lehrstuhl für Steuerrecht und öffentliches Recht an der Universität Leipzig. 2000 trat er in die Steuerverwaltung des Landes Rheinland-Pfalz ein und war als Sachgebietsleiter in den Finanzämtern Ludwigshafen und Landau tätig. Von 2002 bis 2006 war er als wissenschaftlicher Mitarbeiter an den Bundesfinanzhof abgeordnet. 2006 erfolgte seine Ernennung zum Richter am Finanzgericht Baden-Württemberg. 
Das Präsidium des Bundesfinanzhofs wies Treiber zunächst dem für Umsatzsteuer und Fragen zum Kindergeld zuständigen XI. Senat zu.